# Bol (lichaam)

Bol

Bol-parameters r (straal) en d (diameter).

Een bol is een driedimensionaal  lichaam, dat uit de punten bestaat die ten hoogste op een bepaalde afstand van een gegeven punt liggen. De grootste afstand tot dit punt heet de straal, en het gegeven punt het middelpunt van de bol. De grootste afstand binnen een bol is het dubbele van de straal, ofwel de diameter. Het oppervlak van een bol, de buitenkant, is een sfeer met hetzelfde middelpunt en dezelfde straal als de bol. Een bol kan worden beschouwd als het omwentelingslichaam van een cirkelschijf: het denkbeeldige resultaat van één volledige rotatie van een gegeven schijf om zijn middellijn.

## Definitie
Een bol is de verzameling van alle punten in een driedimensionale euclidische ruimte die ten hoogste op een gegeven afstand {\displaystyle r}  liggen van een gegeven punt {\displaystyle m}. Het getal {\displaystyle r} heet de straal van de bol en het punt {\displaystyle m} het middelpunt van de bol. De bol {\displaystyle B(m,r)} met straal {\displaystyle r>0} en middelpunt {\displaystyle m\in \mathbb {R} ^{3}} is
{\displaystyle B(m,r)=\{x\in \mathbb {R} ^{3}\mid \|x-m\|\leq r\}}
De zo gedefinieerde bol wordt wel gesloten bol genoemd, ter onderscheiding van een open bol, waarvan het begrenzende oppervlak niet tot de open bol gerekend wordt.
De eenheidsbol is de bol {\displaystyle B(0,1)} met de oorsprong als middelpunt en straal 1.

## Coördinatenstelsels

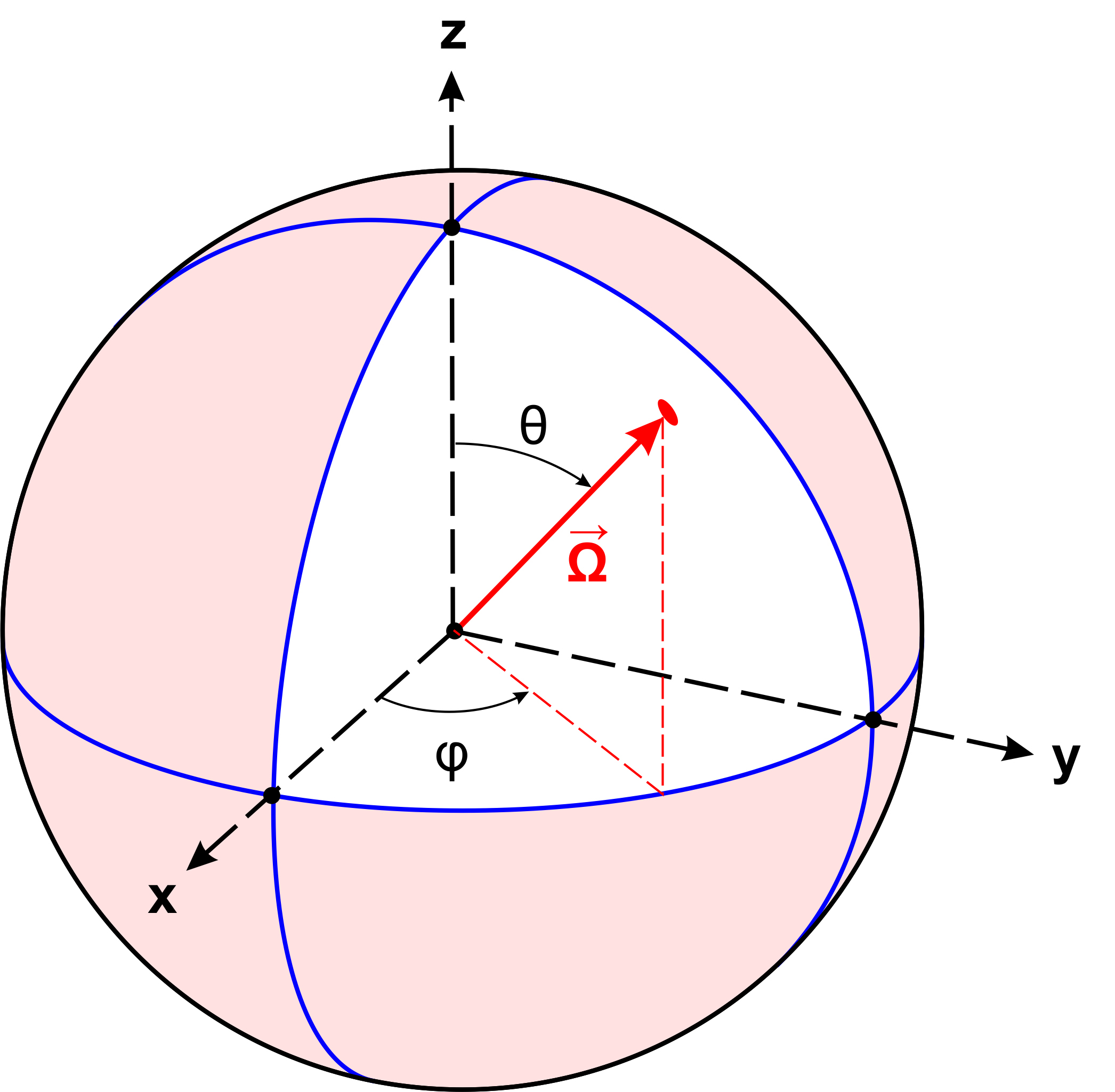
Bol met het cartesisch coördinatenstelsel en het bolcoördinatenstelsel.

De dimensies, hoeken en punten van en in een bol of bolvormige lichamen kunnen in verschillende coördinatenstelsels worden uitgedrukt. Voor een bol met straal {\displaystyle r} worden twee coördinatensystemen veel gebruikt. Hierbij valt de oorsprong van het assenstelsel samenvalt met het middelpunt van de bol.

### Cartesische coördinaten
De cartesische coördinaten {\displaystyle (x,y,z)} is de basis voor het andere assenstelsel. De volgende vergelijking kan worden gegeven voor het opstellen van een voor een bolvormig lichaam met straal {\displaystyle r} en middelpunt {\displaystyle (x_{0},y_{0},z_{0})} in het cartesische coördinatenstelsel:
{\displaystyle (x-x_{0})^{2}+(y-y_{0})^{2}+(z-z_{0})^{2}\leq r^{2}}.

### Bolcoördinaten
De dimensies, hoeken en punten van een bol of bolvormige lichamen worden in de exacte wetenschappen vaak uitgedrukt in bolcoördinaten {\displaystyle (r,\theta ,\varphi )} welke kunnen worden uitgezet in een 3D-assenstelsel, het bolcoördinatenstelsel. Hier is {\displaystyle r} weer de straal en zijn {\displaystyle \theta } en {\displaystyle \varphi } hoeken respectievelijk gemeten vanaf de {\displaystyle x}-as en {\displaystyle z}-as uit het cartesische coördinatenstelsel. 
Het verband tussen de cartesische coördinaten {\displaystyle (x,y,z)} en de bolcoördinaten {\displaystyle (r,\theta ,\varphi )} wordt gegeven door:
{\displaystyle x=r\,\sin(\theta )\cos(\varphi )}
{\displaystyle y=r\,\sin(\theta )\sin(\varphi )}
{\displaystyle z=r\,\cos(\theta )}
Op de {\displaystyle z}-as is het stelsel gedegenereerd: voor {\displaystyle \theta =0} doet de hoek {\displaystyle \varphi } niet ter zake en geldt {\displaystyle (x,y,z)=(0,0,r)}. Evenzo: voor {\displaystyle \theta =\pi } geldt {\displaystyle (x,y,z)=(0,0,-r)}. Voor {\displaystyle r=0} doen de hoeken {\displaystyle \theta } en {\displaystyle \varphi } niet ter zake en geldt {\displaystyle (x,y,z)=(0,0,0)}. Het middelpunt van een bol in bolcoördinaten ligt dus op {\displaystyle (0,0,0)} en in cartesische coördinaten op {\displaystyle (x_{0},y_{0},z_{0})=(0,0,0)}.

## Andere dimensies
In de hogere wiskunde generaliseert men het begrip van een bol en daarvan de rand, dus het boloppervlak, naar willekeurige dimensies. De terminologie is niet eenduidig. In willekeurige dimensies wordt een bol als lichaam ook volle bol of bal genoemd, terwijl het oppervlak, behalve als bol en boloppervlak, ook als sfeer wordt aangeduid. Een open bol of open bal is een volle bol zonder de sfeer.

## Eigenschappen
Het volume van een bol met straal {\displaystyle r} is
{\displaystyle V={\tfrac {4}{3}}\pi r^{3}}
De oppervlakte van de buitenkant van een bol of sfeer met straal {\displaystyle r} is de afgeleide van de inhoud naar de straal
{\displaystyle A={\frac {\mathrm {d} V}{\mathrm {d} r}}=4\pi r^{2}}
Dit geldt ook in hogere dimensies en voor de cirkel.

## Afleiding van het volume
Het volume is de volume-integraal over de punten die voldoen aan:
{\displaystyle x^{2}+y^{2}+z^{2}\leq r^{2}}
De integraal is het dubbele van de integraal over de bovenste helft, en de integratie over {\displaystyle x} en {\displaystyle y} bij een gegeven waarde van {\displaystyle z} levert de oppervlakte {\displaystyle \pi (r^{2}-z^{2})} van de cirkel ter hoogte {\displaystyle z}, met straal {\displaystyle {\sqrt {r^{2}-z^{2}}}}, dus:
{\displaystyle V=\iiint _{x^{2}+y^{2}+z^{2}\leq r^{2}}\mathrm {d} x\mathrm {d} y\mathrm {d} z=2\int _{0}^{r}\pi (r^{2}-z^{2})\mathrm {d} z=2\pi \left[r^{2}z-{\tfrac {1}{3}}z^{3}\right]_{z=0}^{r}={\tfrac {4}{3}}\pi r^{3}}
Men kan zich dit zo voorstellen dat de bol bestaat uit schijven met dikte {\displaystyle \mathrm {d} z} loodrecht op de z-as, met op de hoogte {\displaystyle z} een straal {\displaystyle {\sqrt {r^{2}-z^{2}}}}, dus een oppervlakte {\displaystyle \pi (r^{2}-z^{2})}. Het totaal van deze schijven, de integraal, is het volume.
Een andere voorstelling om het volume te bepalen is om de bol gecentreerd op een tweedimensionaal vlak voor te stellen, met het middelpunt van de bol in de oorsprong van een coördinatenstelsel. 
Waar de bol het tweedimensionale vlak snijdt vormt zich een cirkel. Uit de stelling van Pythagoras volgt dat de formule van een cirkel met het middelpunt in de oorsprong: 
{\displaystyle x^{2}+y^{2}=r^{2}}
Opgedeeld in verticale schijven dwars op dit tweedimensionale vlak kan de oppervlakte van elk van deze schijven als volgt bepaald worden, aangezien de straal van elke schijf van de bol gelijk is aan de y-coördinaat door bovenstaande functie beschreven.
{\displaystyle A=\pi y^{2}=\pi (r^{2}-x^{2})}
Wat vervolgens voor de gehele bol geïntegreerd kan worden tot het volume ervan:
{\displaystyle V=\pi \int _{-r}^{r}(r^{2}-x^{2})dx=\pi \left[r^{2}x-{\frac {x^{3}}{3}}\right]_{-r}^{r}=\pi \left(r^{3}-{\frac {r^{3}}{3}}+r^{3}-{\frac {r^{3}}{3}}\right)=\pi {\frac {3r^{3}-r^{3}+3r^{3}-r^{3}}{3}}={\frac {4\pi r^{3}}{3}}}

## Voorbeelden
De bol heeft als eigenschap dat hij van alle mogelijke driedimensionale vormen met dezelfde inhoud de kleinst mogelijke oppervlakte heeft. De bol is anders gezegd het lichaam in drie dimensies met het hoogste isoperimetrische quotiënt. De definite is zo gesteld dat die voor een bol gelijk aan 1 is.
Door het aannemen van deze vorm wordt bijvoorbeeld een minimale energie verkregen uit de oppervlaktespanning. Als gevolg hiervan zijn veel voorwerpen in de natuur bolvormig. 
Voorbeelden van bolvormen in de natuur zijn:
- druppel
- zeepbel
- planeet

Perfect bolvormige voorwerpen bestaan niet in de natuur. Zelfs een zwaar hemellichaam zoals de aarde is door de draaiing om zijn as enigszins afgeplat aan de polen. De aarde heeft iets de vorm van een ellipsoïde. De andere planeten en de sterren zijn ook min of meer bolvormig.
Men gebruikt in veel sporten een bolvormig speelobject, een bal.
Licht of geluid afkomstig van een puntbron plant zich in een homogeen medium in alle richtingen even snel voort. Dit duidt men aan met bolvormige uitstraling of bolvormige voortplanting.
Woningen in een bolvorm zijn energiezuiniger omdat ze met hetzelfde woonoppervlak langs minder oppervlak warmte verliezen aan de buitenlucht en de wind krijgt er minder vat op waardoor er nog minder warmte verloren gaat. In de Bossche wijk Maaspoort staan 50 bolwoningen die als sociale huurwoning worden verhuurd, ontworpen door architect Dries Kreijkamp. 
Burgemeester Otto von Guericke van Maagdenburg toonde in 1654 met zijn Maagdenburger halve bollen aan, dat een vacuüm bestaat.